# 鼎灣永安宮
鼎灣永安宮，臺灣澎湖縣廟宇，位於湖西鄉鼎灣村，主祀真武玄天上帝，配祀真武二帝、真武三帝、文衡聖帝、哪吒太子、土地公等神祇。23°35′37″N 119°36′55″E / 23.593577°N 119.615288°E

## 沿革
鼎灣在清領時期隸屬「鼎灣澳」，今日行政區則位於湖西鄉鼎灣村:144，永安宮與村落中心距離稍遠，地理位置偏西，鄰近縣道203。
據稱鼎灣耆老的說法，原本永安宮所在地點，最早僅是搭建成半個人高度左右的小廟，供奉土地公，後來才將改祀為玄天上帝，開基年份不詳，有一說係比建於乾隆五十年（1785年）之前鼎灣開帝殿更早，但因年久無人看顧，坍壞崩塌之後便擱置原處。
民國50年（1961年）左右，鼎灣旅台鄉親洪兩全、洪拾寶返鄉後倡議重建永安宮，獲得全村支持，另有鄉賢翁在奔走台灣、澎湖兩地，籌募蓋廟經費，順利於民國50年（1961）間竣工。時移事易、歲月飛逝，永安宮復見舊態，鼎灣鄉親遂成立重建委員會，主任委員推舉由蔡再日擔任、副主任委員則為黃武龍，兩位委員負責主導策劃廟宇重建以及募款事宜，總計籌措新台幣650萬元整，重建新廟於民國85年（1996年）10月10日出火，民國86年（1997年）10月10日舉辦落成入火大典，即為今貌。

## 五營合鎮
湖西鄉鼎灣村與鄰村許家村（港仔尾村）有合辦祭儀的習俗，每年主要由鼎灣的開帝殿、永安宮，以及許家村的真靈殿辦五營合鎮的祭祀活動。

## 圖輯

龜蛇
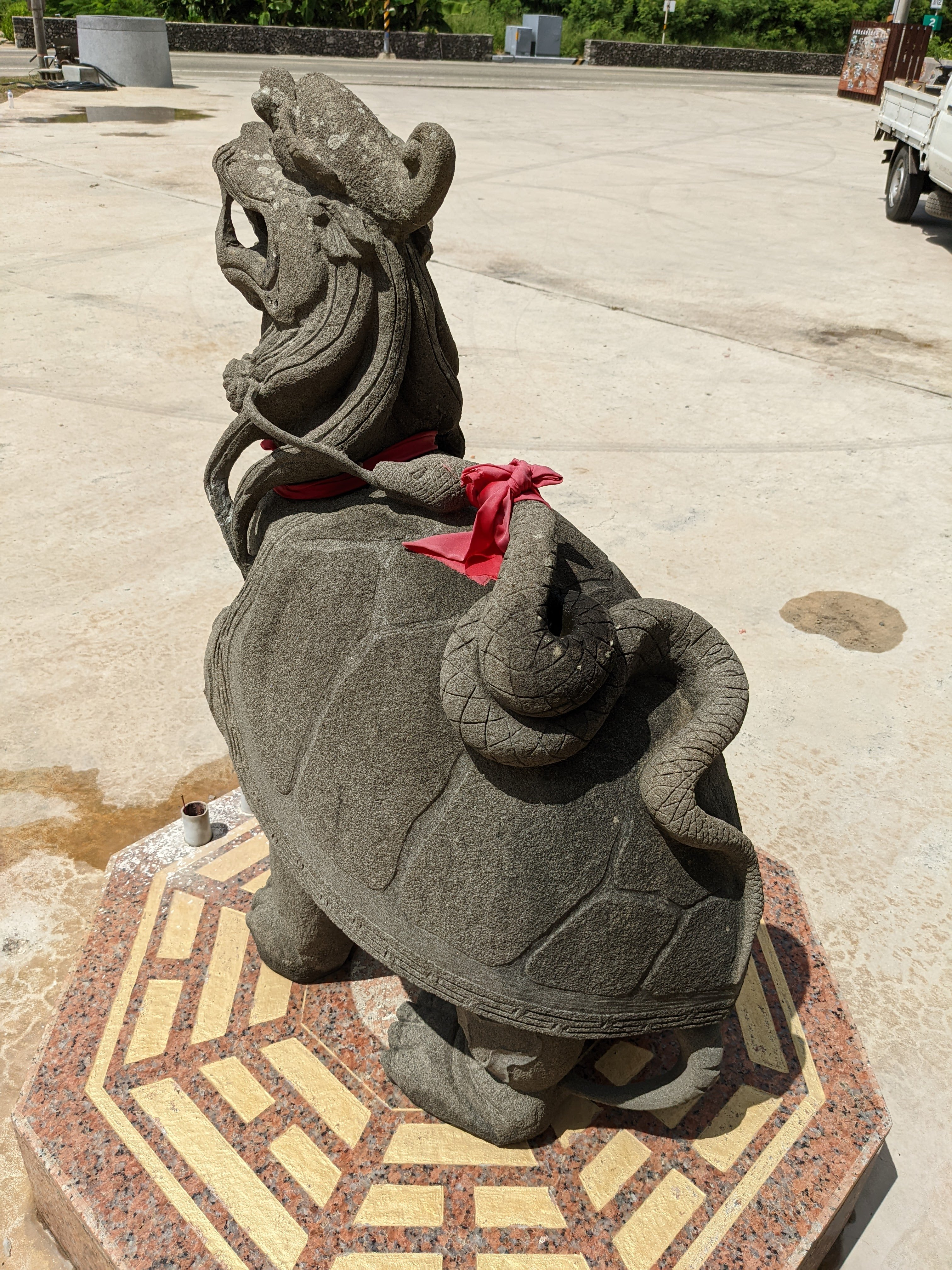
龜蛇
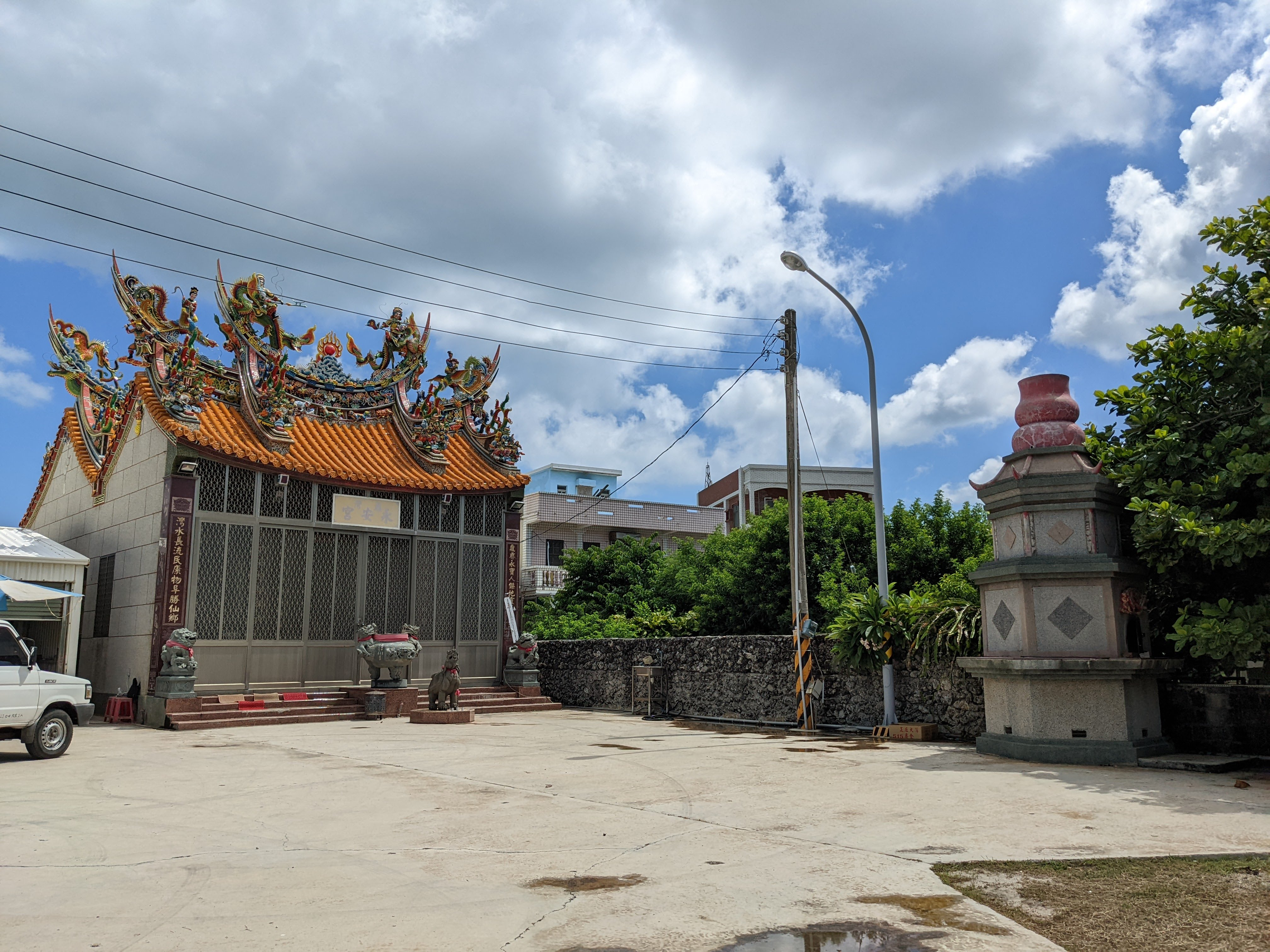
廟埕、金爐
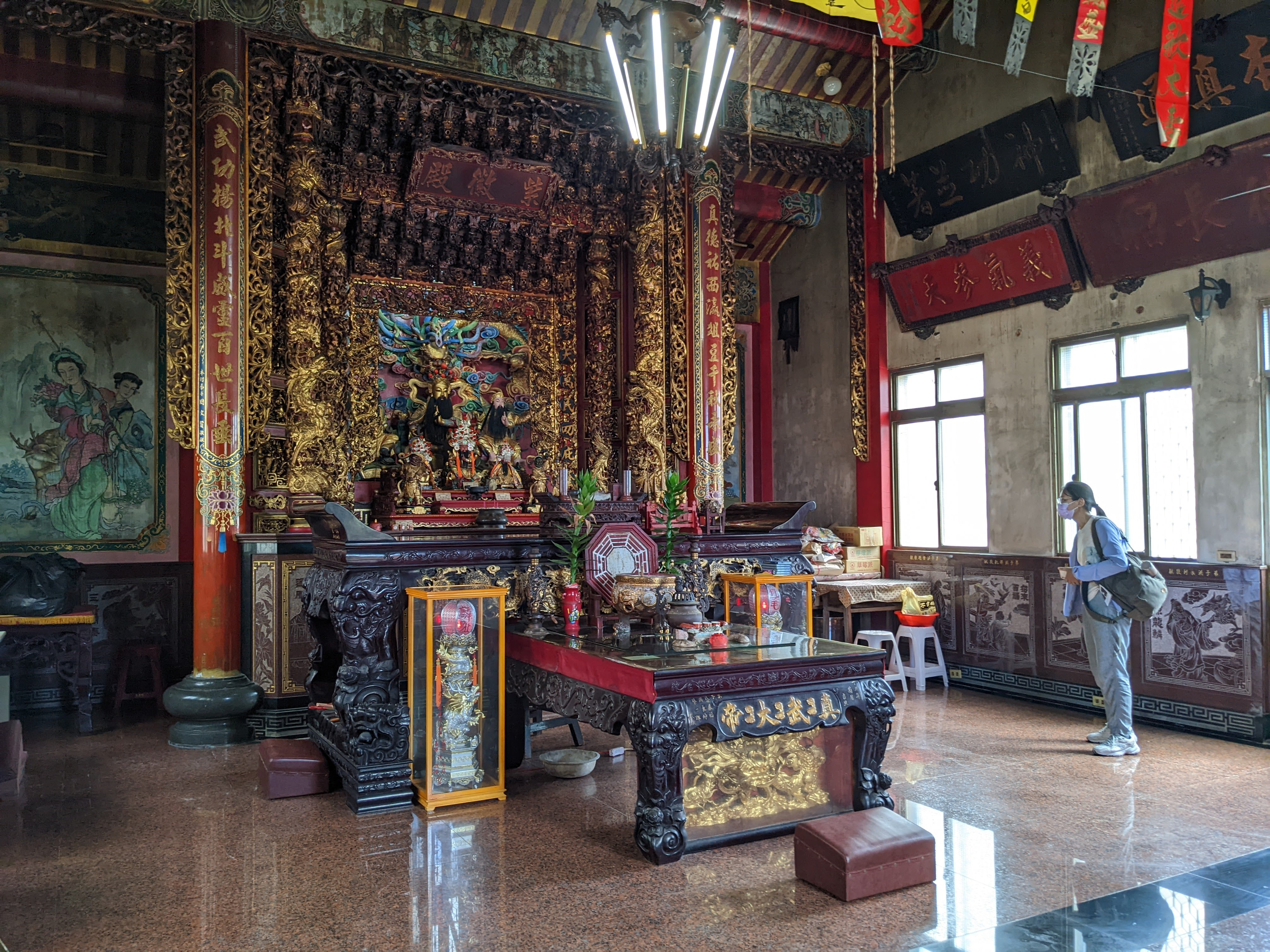
正殿
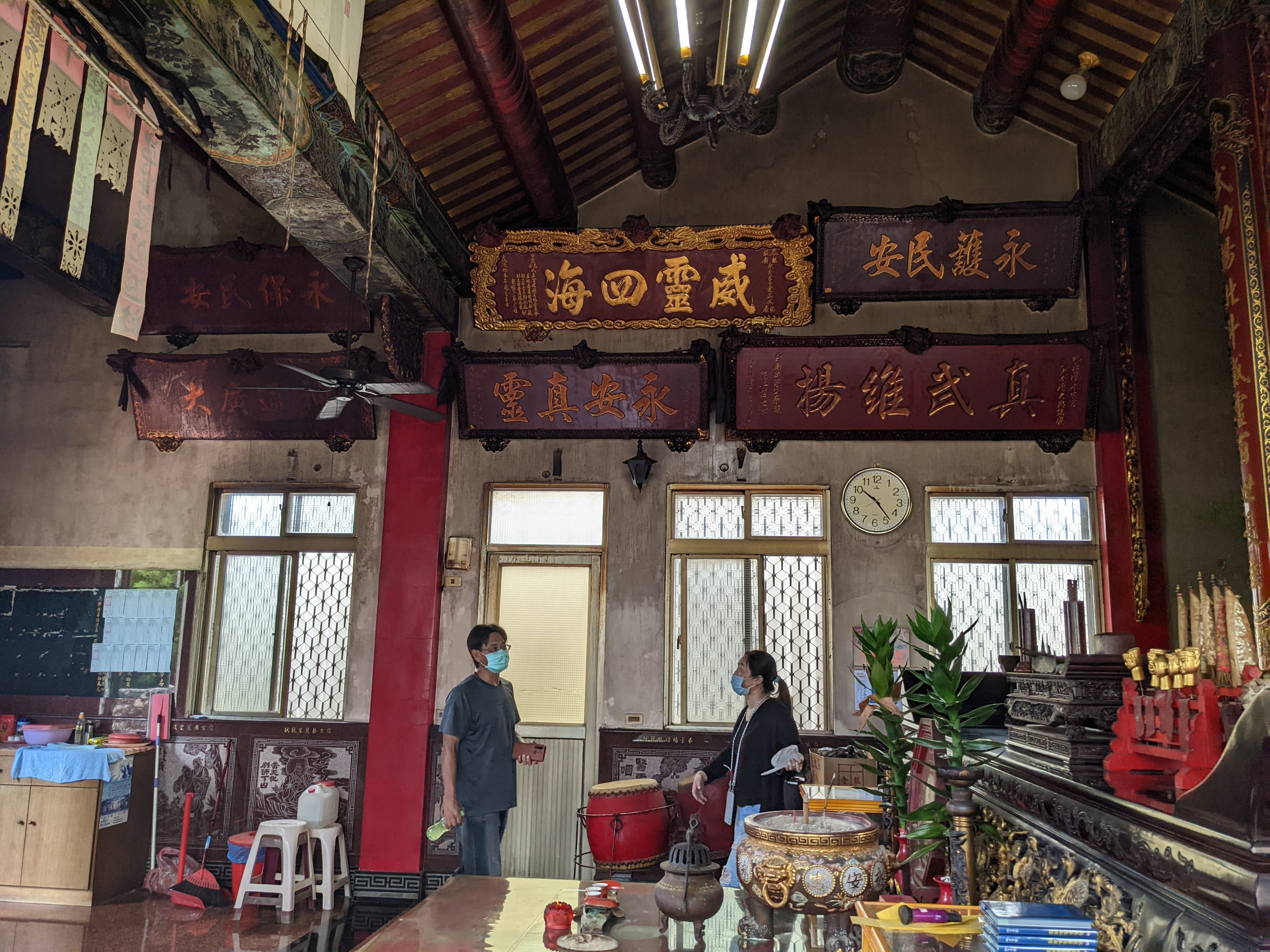
大廳與匾額
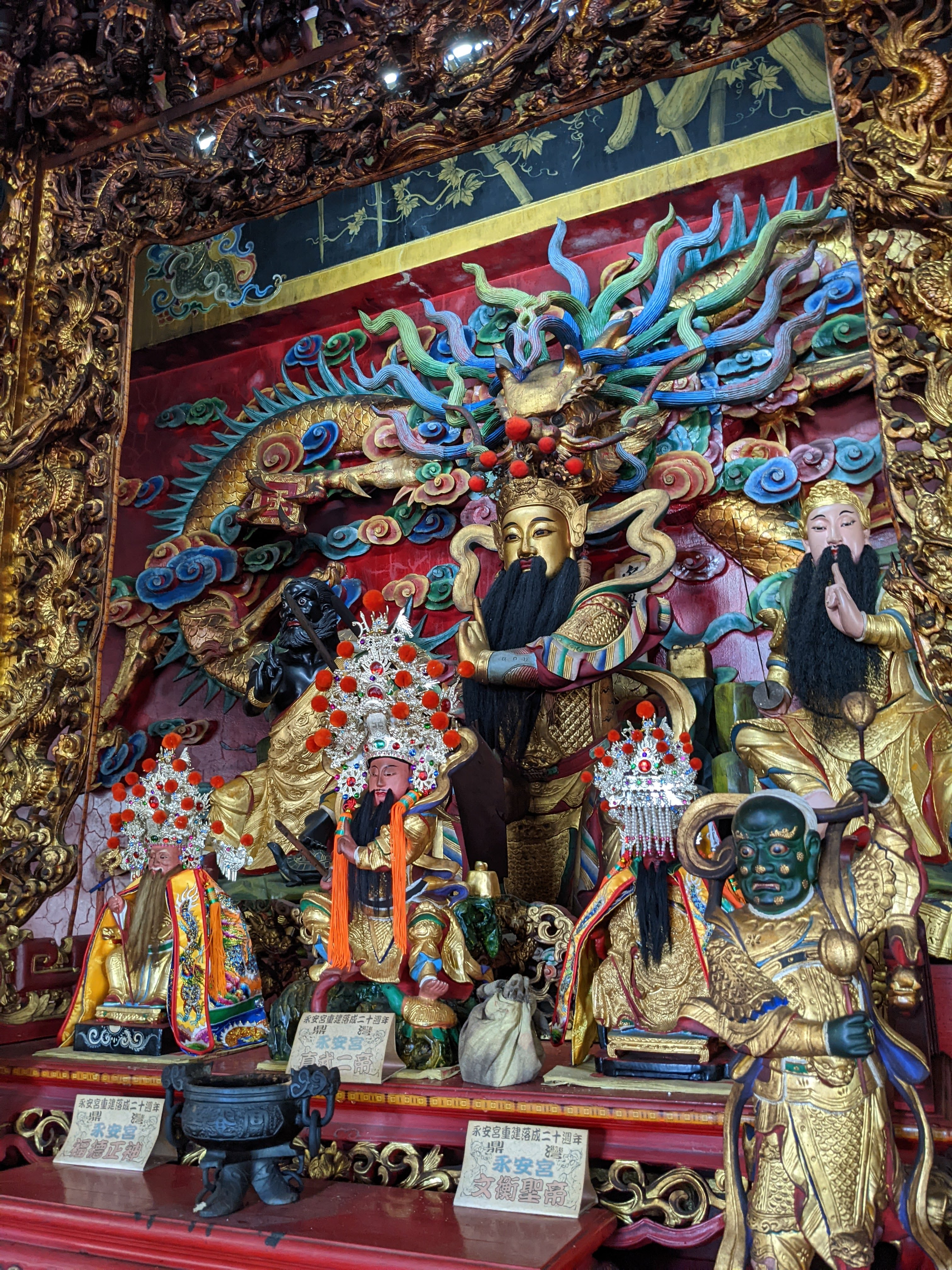
主神神龕
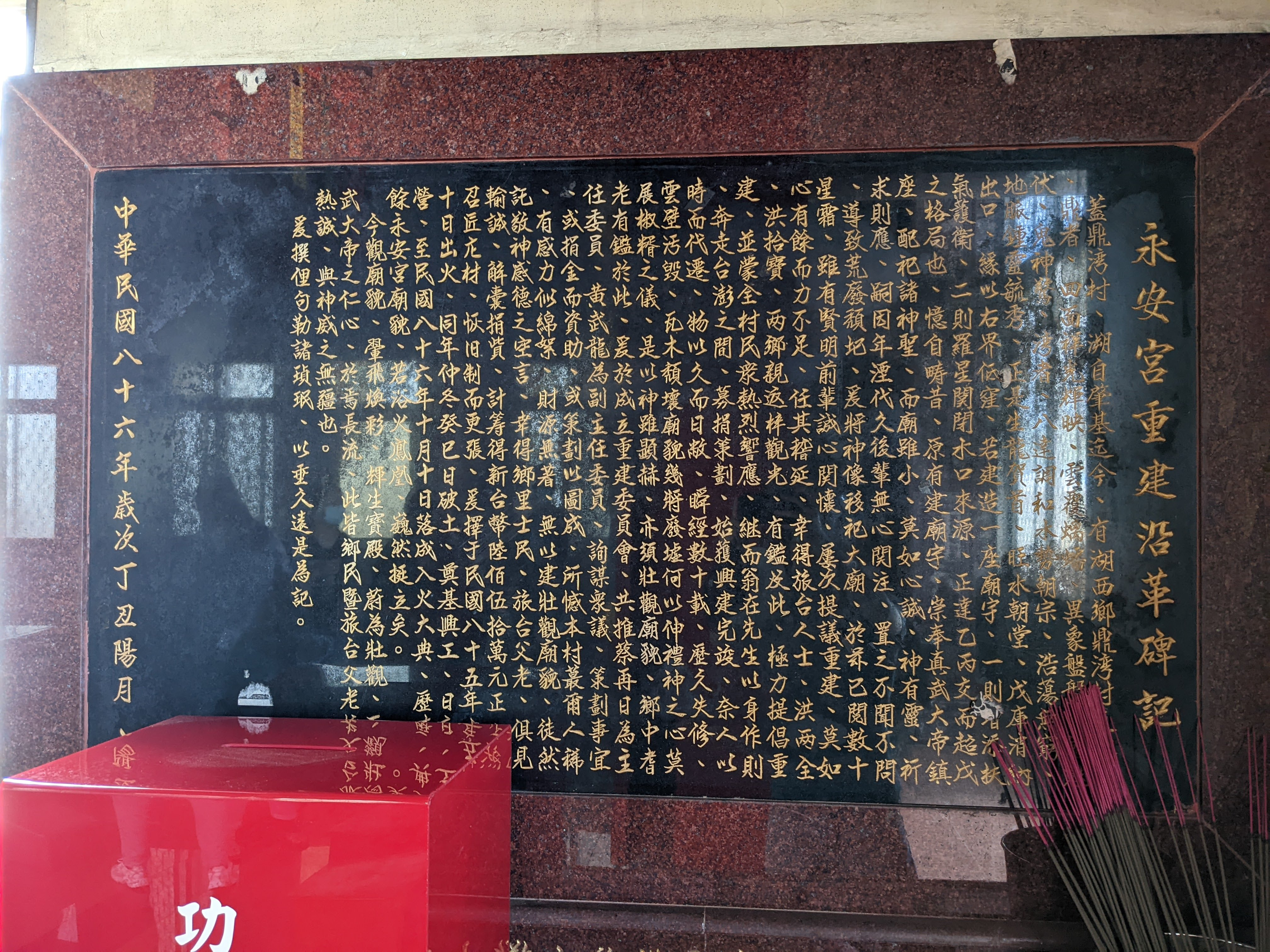
沿革碑記